# Emilio Doyère
Emilio Doyère Rouvieres (París, Francia 1847-Santiago de Chile, 1918) fue un arquitecto francés radicado en Chile, país de Latinoamérica donde destacó por su trabajo en la construcción del Palacio de los Tribunales de Justicia, entre otros proyectos.

## Biografía
Fue hijo de un profesor de higiene y química en la Escuela Central de París. Recibió su educación técnica y artística en la Escuela de bellas Artes de París (Francia), donde ingresó en 1863, pero su ingreso sólo se produce cuando cumplía veintiún años. En dicho país europeo, trabajó en puestos fiscales como el de arquitecto de edificios Históricos, Diocesanos, y fue miembro de la Sociedad de Arquitectos, además de haber sido condecorado con el título de officier d´Académie.

## Obras
Llegó a Chile en 1890, país donde fue contratado por su gobierno y privados, con el objeto de construir muchos edificios como los del Cité Concha y Toro, por encargo del militar y político Melchor de Concha y Toro, el Banco Santiago, la Iglesia de San Pedro en calle Mac-Iver, la Iglesia del Santísimo Sacramento de la Congregación del Buen pastor en avenida Matta, de la misma orden, el Palacio Vial Guzmán, por esa familia, entre otras.
Por otra parte, actuó en el sector académico como profesor de la Escuela de Arquitectura de la Universidad de Chile, paralelo a ello, en la que le cupo destacada participación en la fundación de la Escuela de Arquitectura, le fue encargada una remodelación de la sede del gobierno, el Palacio La Moneda que nunca se realizó, pero que buscaba adornarla por completo al estilo francés.
También, estuvo a cargo de las principales remodelaciones del Teatro Municipal de Santiago luego del terremoto de 1906, que le dieron el carácter al edificio que tiene hasta la actualidad. Al igual que el constructor original del edificio, Brunet de Baines, era egresado de la Escuela de Bellas Artes de París. En Europa había trabajado en la Catedral de Bayona y conocía bien la Ópera de Burdeos, su inspiración. Para muchos amantes del Municipal, su trabajo fue el mejor de todos los que se han realizado en el edificio.
Alberto Shade fue su ayudante en el emocionante trabajo de transformar el Municipal. Considerando el centenario del inmueble, era una oportunidad grande por darle aún mayor belleza y estilo. Se construyó la Sala La Capilla, el foyer de doble nivel, las columnas y pórtico de entrada, los dorados y decoraciones de la sala principal, la nueva cúpula y se compraron diversas ornamentaciones a Europa. También a él se debe la decoración exterior y la apertura de la calle Tenderini. Además, fue el ideólogo de, por ejemplo, la decoración de la actual Sala Arrau y además la belleza de muchas de sus partes. Es, sin duda, un hombre que se debe recordar.
Contratado por el poder ejecutivo para ocuparse de importantes proyectos arquitectónicos en Santiago, con motivo del Centenario del país (1910). Colaboró en la construcción del edificio del ex Congreso Nacional, ero su obra cumbre fue el Palacio de los Tribunales de Justicia (1905-1930), en donde despegó su mejor dominio del trabajo mixto del ladrillo y el hierro, tan impulsado por Eugène Viollet-le-Duc, quizás uno de los más impresionantes de Santiago, construido junto a su amigo Emile Jéquier, autor de la Estación Mapocho. También construyó residencias, como la de la familia Del Río Talavera en el fundo La Cisterna entre 1915 y 1916, que posteriormente se convertiría en la Casa de la Cultura de dicha comuna.
Falleció en Santiago de Chile, en 1918.